# گودی تحت‌فکی
گودی تحت‌ِفَکّی (انگلیسی: Submandibular fovea) فرورفتگی روی سطح داخلی تنهٔ استخوان فک پایین و زیر خط آسیالامی است که غدهٔ بذاقی تحتِ فکی در آن قرار دارد.